# Доња Потамија
Доња Потамија (грч. Κάτω Ποταμιά, Като Потамија) је насељено место у општини Кукуш у периферији Средишња Македонија, Грчка. Према попису из 2021. године било је 56 становника.
Према бугарском географу и историчару, Василу Канчову, у Потамији (Горња и Доња) је 1900. године живело 70 Турака и 30 Рома. Године 1924. турско становништво је принудно исељено у Турску а на њихово место су насељене грчке избегличке породице из Турске. На попису из 1940. године Доња Потамија је имала 377 становника. Село се раније звало Сарикој.